# Hukovice (Velká Kraš)
Hukovice (niem. Haugsdorf) – wieś, część gminy Velká Kraš, położona w kraju ołomunieckim, w powiecie Jesionik, w Czechach.